# Pablo Crer
Pablo Damián Crer (Rosario, 12 giugno 1989) è un pallavolista argentino, centrale del Paris.

## Carriera

### Club
La carriera di Pablo Crer inizia nel settore giovanile del Sonder, club che lo fa esordire in Liga Argentina de Voleibol nel campionato 2008-09: dopo un biennio passa invece al Villa María, per l'annata 2010-11.
Nel campionato 2011-12 viene ingaggiato dal Bolívar, vincendo in due annate la Coppa Máster 2012. Nella stagione 2013-14 lascia per la prima volta il campionato argentino per accasarsi nella Callipo di Vibo Valentia, militante nella Serie A1 italiana. Nella stagione successiva torna a vestire la maglia del Bolívar, militandovi per cinque annate, nel corso delle quali si aggiudica la Coppa ACLAV 2014, la Coppa Máster 2015, due scudetti (venendo inoltre premiato come miglior centrale della Liga Argentina de Voleibol nel 2014-15 e nel 2016-17) e la Coppa Libertadores 2018-19.
Nella stagione 2019-20 approda al Trefl Gdańsk, in Polska Liga Siatkówki, dove resta per un triennio, prima di trasferirsi nella stagione 2022-23 al Paris, nella Ligue A francese.

### Nazionale
Nel 2006 è finalista al campionato sudamericano under 19, nel 2008 vince il campionato sudamericano under 21 e quello under 19 e nel 2009 si classifica al terzo posto sia al campionato mondiale under 21 che a quello under 19. 
Nel 2010 debutta in nazionale maggiore, disputando la finale della Coppa panamericana. In seguito è finalista al campionato sudamericano e vince la medaglia di bronzo ai XVI Giochi panamericani. Un anno dopo partecipa ai Giochi della XXX Olimpiade, mentre nel 2013 vince la medaglia d'argento al campionato sudamericano.; con la nazionale vince la medaglia d'oro sia ai XVII Giochi panamericani che alla Coppa panamericana 2017, oltre al bronzo al campionato sudamericano 2017

## Palmarès

### Club
- Campionato argentino: 2

2016-17, 2018-19
- Coppa ACLAV: 1

2014
- Coppa Máster: 2

2012, 2015
- Coppa Libertadores: 1

2018-19

### Nazionale (competizioni minori)
- Campionato sudamericano under 19 2006
- Campionato sudamericano under 21 2008
- Campionato sudamericano under 19 2008
- Campionato mondiale under 21 2009
- Campionato mondiale under 19 2009
- Coppa Panamericana 2010
- Giochi panamericani 2011
- Giochi panamericani 2015
- Coppa Panamericana 2017

### Premi individuali
- 2015 - Liga Argentina de Voleibol: Miglior centrale
- 2016 - Campionato mondiale per club: Miglior centrale
- 2017 - Campionato sudamericano per club: Miglior centrale
- 2017 - Liga Argentina de Voleibol: Miglior centrale
- 2017 - Coppa panamericana: Miglior centrale